# D’or Fischer
D’or Fischer (* 12. Oktober 1981 in Philadelphia) ist ein US-amerikanisch-israelischer Basketballspieler. Bei einer Größe von 2,11 Metern wird er meist als Center eingesetzt.

## Laufbahn
D’or Fischer spielte die Saison 2001/2002 für die Northwestern State Demons in der Southland Conference der NCAA. Nach einem Collegewechsel spielte er von 2003 bis 2005 bei den West Virginia Mountaineers in der Big East Conference.
Im November 2005 wechselte er zum polnischen Verein Anwil Włocławek, ging jedoch noch während der Saison zurück in seine Heimat, zur D-League-Mannschaft Roanoke Dazzle. Die Saison 2006/07 bestritt er in der deutschen Basketball-Bundesliga für die EWE Baskets Oldenburg und beendete das Jahr als bester Shotblocker der Liga, mit einem Schnitt von 2,6 Blocks pro Spiel. Nach einem Jahr in Belgien, bei Euphony Bree, wechselte Fischer zum israelischen Spitzenklub Maccabi Tel Aviv, wo er sowohl die Ligat ha’Al in der Saison 2008/09 als auch den Pokal 2010 gewinnen konnte. Im Sommer 2010 ging er zum spanischen Rekordmeister Real Madrid. Nach einer Saison in der spanischen Landeshauptstadt wechselte D’or Fischer zu Bizkaia Bilbao. In der Saison 2013/2014 spielte er beim Deutschen Meister Brose Baskets Bamberg. Seit 2014 ist Fischer für UNICS Kasan in Russland aktiv.

## Erfolge
- Ligat ha’Al: 2008/09 (mit Maccabi Tel Aviv)
- Israelischer Pokal: 2010 (mit Maccabi Tel Aviv)

### Ehrungen
- BBL All-Star Game: 2007